# Leopold van Asten
Leopold Leonardus Petronella van Asten (* 19. Oktober 1976 in Venray, Limburg) ist ein niederländischer Springreiter.

## Werdegang
Als Sohn pferdebegeisterter Eltern begann van Asten fünfjährig zu reiten. Während seiner Ponyzeit startete er dreimal bei den Europameisterschaften. Nach seinem Schulabschluss widmete er sich endgültig der Reiterei und sammelte kurz darauf seine ersten internationalen Erfolge (u. a. Platz 3 beim Großen Preis von Tokio). 1999 ritt er seinen ersten Nationenpreis. 2003 gewann er die niederländische Meisterschaft.
2004 startete er bei den Olympischen Spielen in Athen und belegte im Einzel Rang 30, mit dem Team wurde er Vierter.
2005 gewann er mit Think Twice II den Großen Preis beim CHI Donaueschingen. 2009 gewann er den Großen Preis von Estoril, einer Etappe der Global Champions Tour.
Van Asten lebt in Eindhoven und trainiert bei Henk Nooren.

## Pferde (Auszug)
- Fleche Rouge, seit 2003
- VDL Groep Think Twice (* 1992), Holsteiner, Stute
- VDL Groep Glory (ehemals: Glory of Dance) (* 1997), braune Oldenburger-Stute, Vater: Grandeur
- VDL Groep Juke Box (* 1997), Selle Français, Fuchs, Wallach, Vater: Pacha des Sevres, Muttervater: Misti
- VDL Groep Quinara (* 2000), braune Holsteiner-Stute, Vater: Quinar, Muttervater: Carthago
- VDL Groep Santana B (* 1999), Stute